# Мечеть-медресе Шамета-ишана
Мече́ть-медресе́ Шамета-иша́на (каз. Шамет ишан мешіт-медресесі) — памятник истории и архитектуры XIX века в селе Карнак Туркестанской области Казахстана. С 2023 года входит в список памятников истории и культуры Казахстана республиканского значения.

## История
Название мечети связано с Шаметом-ишаном (настоящее имя Шамухаммад), который с раннего возраста обучался религиозным знаниям, был образованным человеком и вместе с местными мастерами начал строить мечеть-медресе.
Начало строительства здания датируется 1789 годом. В 1876 году был возведён большой Аксарай, который служил и как мечеть, и как медресе. Обучение в медресе велось до 1917 года. В 1917—1928 годах в здании располагался детский дом.
В 2005 году на базе мечети-медресе был открыт музей общей площадью 320 м².

## Архитектура
Постройка складывалась в несколько этапов (мазар, медресе, мечеть) и вошла в общий архитектурный комплекс, сложившийся к 1870-м годам. Здание мечети включает в себя большой зал для молитв, малый зал — хильвет (кылует) с подземным гаром, по-видимому, приспособленным из раннего мазара, хозяйственную комнату и коридор. Разновременность этапов строительства этих построек отразилась и в планировочной композиции, и в значительных перепадах высот уровней полов, достигавших 1,5 м. Сложение комплекса завершилось архитектурно-декоративной увязкой всех помещений, включенных в единый объём здания и получивших общее художественное оформление интерьеров в виде гипсовой лепнины и настенных росписей, отдалённо повторяющих убранство туркестанского мавзолея Ходжи Ахмеда Ясави (сталактиты, панель цоколя, голубой тон, растительный характер сюжетов настенных росписей). Дворовый фасад мечети оформлен высохшим айваном с полихромной росписью деревянных потолочных деталей. Оба зала на фасаде выделены устройством ложных куполов, отчасти скрытых под поздней железной крышей. Окончательно комплекс сформировался пристройкой медресе, представляющего собой Г-образную в плане одноэтажную постройку с многочисленными небольшими комнатами — худжрами, связанными общим айваном со стороны двора.